# Cavello
Cavello est une marque de produits vestimentaires néerlandaise créée en 1992. Marque commerciale de l'entreprise DMK Design, elle disparaît en 2023 à la suite de la faillite de la société.

## Histoire
Dans les années 1990, les pantalons de survêtement Cavello faisaient partie du code vestimentaire des gabbers, au même titre que l'italien Australian.
À la suite du déclin de la scène gabber et de le tarissement de ce débouché, Cavello a recentré en 2008 sa production sur les sous-vêtements masculins.
La société DMK Design est déclarée en faillite le 24 août 2023 par le tribunal de Zélande-Brabant-Occidental (nl), ce qui met fin à la production.

## Identité visuelle
Le logo de Cavello est d'abord constitué de deux bouquetins adossés brochant sur un triangle. Mais au printemps 2012, la marque subit un renouveau de son identité visuelle ; les bouquetins restent, le triangle disparaît.
Le cycliste Thomas Dekker est l'égérie de la marque.